# Ospedale del Porcellana
L'ospedale dei Santi Jacopo e Filippo, detto popolarmente dei Barelloni, dei Michi o del Porcellana, era un edificio di Firenze, situato tra via della Scala e via del Porcellana.

## Storia e descrizione

### Origine e sviluppo
Verso il 1290 la famiglia Michi fondò un ospedale in questo sito, destinato ad alloggiare i malati e i pellegrini, che andava ad affiancare sulla stessa strada quello di Santa Maria alla Scala e quello di San Paolo. Per la dedica vennero scelti gli apostoli Jacopo, protettore dei pellegrini, e Filippo, protettore degli ammalati (poiché aveva resuscitato il figlio del sacerdote di Ierapoli avvelenato), entrambi festeggiati il primo maggio. Gli stemmi dei Michi (trinciato, a tre crescenti in banda) si vedono ancora sul portale dell'oratorio in via della Scala, sulla cantonata con via del Porcellana e presso il portale di via del Porcellana 30, a circoscrivere la dimensione originaria dell'istituto.
La struttura però si espanse presto, raggiungendo una considerevola grandezza con estensione fino a via Palazzuolo. Vasari ricordò come sulla cantonata di via Palazzuolo che guarda alla "via Nuova" (il tratto dell'attuale via del Porcellana che va verso Borgo Ognissanti) presso l'ingresso principale dell'ospedale, Cimabue dipinse una grande affresco con l'Annunciazione, Gesù, Maria di Cleofa e san Luca, oggi perduto.
Il Passerini ricordò come l'ospedale avesse particolarmente cura per i pellegrini di passaggio, ospitati e alimentati gratuitamente fino a tre giorni, e dotati anche di vestito o scarpe nuove ove necessario. Per evitare gli abusi e il vagabondaggio, i pellegrini erano accettati solo dietro presentazione di un libretto contenente le varie tappe in cui lo spedale apponeva il proprio stemma, purché non ve ne fosse già un altro di una simile istituzione cittadina. Questa beneficenza era attuata grazie alle elemosine e, soprattutto, alle rendite legate alla dotazione di case e terreni dell'ospedale.

### Il Porcellana

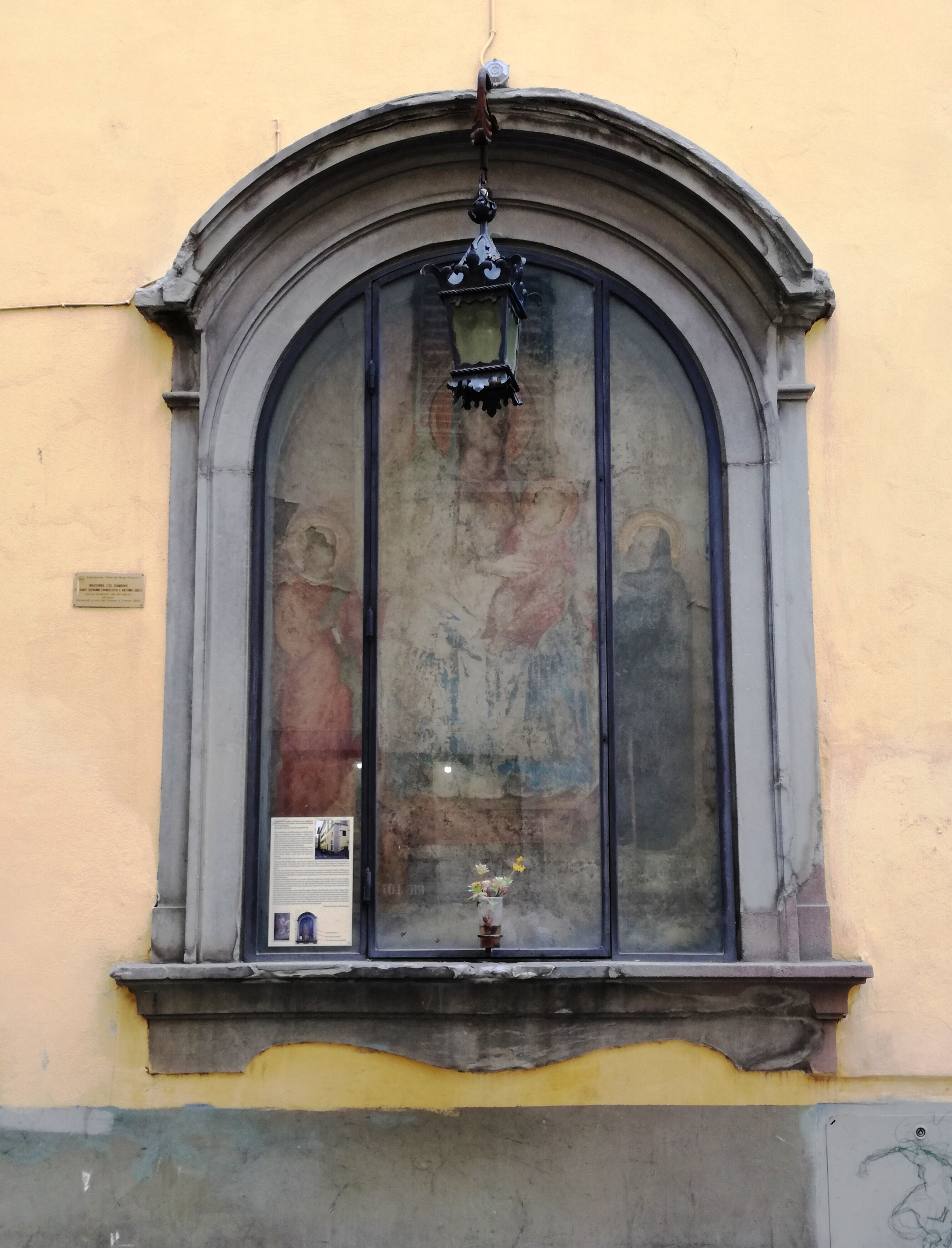
Il tabernacolo del Porcellana

Dal 1337 l'ospedale venne amministrato da Guccio Ghinetti (o Aghinetti), detto il Porcellana forse per l'incarnato roseo come quello di un porcello. La sua amministrazione fu talmente saggia da acquistare notevole fama nel rione, finendo per dare il nome popolare all'ospedale stesso e anche alla strada che tuttora si chiama via del Porcellana.
Face tra l'altro realizzare il tabernacolo presso la cantonata con via Palazzuolo, riferibile a Taddeo Gaddi o a un artista della sua cerchia, in cui si fece ritrarre nella veste del committente, inginocchiato.
Nel 1478 Roberto di Lorenzo e Filippo di Benedetto della famiglia Michi ribadirono in un atto notarile il patronato della loro famiglia sull'ospedale.

### Soppressione e rinascita
Nel 1504 tuttavia la famiglia Michi era sull'orlo dell'estinzione (Roberto di Lorenzo sarà l'ultimo, morendo senza figli nel 1520) e, col consenso dei patroni e dello spedalingo Luca Gotteschi, papa Giulio II emise una breve di soppressione dell'istituto, incorporandone tutti i beni nel vicino ospedale di San Paolo dei Convalescenti.
Nel 1587 Ferdinando I de' Medici concesse quella che era stata la struttura dell'ospedale dei Santi Jacopo e Filippo al sacerdote Vittorio dell'Ancisa, Correttore della Compagnia di San Benedetto Bianco, che volendo replicare un'esperienza comunitaria vissuta a Roma insieme a san Filippo Neri, a San Girolamo della Carità, aveva il desiderio di fondare a Firenze un comunità per l'aiuto delle fanciulle "poevere e oneste" rimaste sole. Dopo due anni di necessari lavori di adeguamento, in cui il sacerdote impiegò i beni ereditati dal ricco fratello e l'aiuto offerto dall'arcivescovo Alessandro de' Medici e da altri, nel 1589 venne qui fondato il monastero delle Fanciulle Stabilite nella Carità, sotto la regola delle terziarie francescane. Il titolo della Carità era stato scelto in continuità con l'istituzione romana, mentre quello di "stabilite" era dovuto al fatto che le donne, al momento di prendere i voti monastici, oltre all'osservanza degli obblighi di povertà, castità e obbedienza, promettevano solennemente di dimorare nel monastero fino alla morte, non interrompendo mai la permanenza, neppure per brevi licenze.
Nel 1626 l'oratorio fu ricostruito da Matteo Nigetti, decorato da Cosimo Ulivelli.
Nel 1808 il monastero venne soppresso come moltissimi altri, e ridotto in massima parte a civile abitazione: su via della Scala l'oratorio fu incorporato in palazzo Grassi, con un nuovo fregio neoclassico all'esterno.
Una parte tuttavia venne concessa alla Compagnia della Santissima e Immacolata Concezione, che ne rinnovò la tradizione ospedaliera, rifondandovi una struttura assistenziale detta dei Barelloni, perché i confratelli trasportavano i malati con barelle, anziché con le gerle usate dalla Misericordia. I locali lungo via del Porcellana e via Palazzuolo vennero invece ridotti a civile abitazione. La porzione che guarda su via Palazzuolo, dove fu l'ingresso principale dell'ospedale, si presenta attualmente come edificio a due alti piani, frutto di una radicale ricostruzione dei primi decenni del Novecento, presumibilmente databile agli anni Trenta, quando la proprietà passò (come altre già di pertinenza di congregazioni di carità), all'Ente Comunale di Assistenza (E.C.A.), istituito nel 1937. Con lo scioglimento dell'ente, nel 1978, l'edificio pervenne al Comune di Firenze e attualmente ospita la sede della direzione dei servizi Sicurezza Sociale dello stesso Comune. Restaurato negli anni Settanta è stato oggetto di un intervento sui prospetti esterni nei primi anni Duemila. Sul lato di via del Porcellana il casamento prosegue per dieci assi, questa volta organizzati su quattro piani, e bene testimonia degli accorpamenti di precedenti unità edilizie in ragione della diversa distanza tra le bucature. Sempre da questo lato, al numero civico 30, è l'ingresso alla Casa della Solidarietà, gestita dal Comune di Firenze e dalla Caritas diocesana.
In quello che fu il chiostro dell'ospedale si trova oggi il cortile interno dell'albergo Croce di Malta, mentre l'oratorio dal 1985 è la sede toscana dei Cavalieri dell'Ordine Equestre del Santo Sepolcro.